# Aabed-El V
Aabed-El ben Asher ben Matzliach, in ebraico samaritano ʾĀbədʾēl ban ʾÅ̄šər ban Maṣlīyaʾ (Nablus, 1935), col numerale Aabed-El V, è l'attuale Sommo sacerdote dei Samaritani presso il monte Garizim.

## Biografia
Nato nel 1935 presso Nablus, ha assunto l'ufficio di sommo sacerdote samaritano il 19 aprile 2013, divenendo, secondo la tradizione, il 133° sommo sacerdote dopo Aronne, fratello di Mosè.
Aabed-El è sposato ed ha due figli e due figlie.